# Мусьял, Александр Вячеславович
Александр Вячеславович Мусьял – ректор Курского государственного аграрного университета имени И. И. Иванова с 2021 года, кандидат экономических наук. Почётный работник агропромышленного комплекса России.

## Биография
Родился в 1971 году. В КГАУ работает с 2013 года, изначально в качестве завхоза. Позже стал советником при ректорате вуза и проректором по административно-хозяйственной работе. В 2021 году защитил кандидатскую диссертацию на тему «Особенности воспроизводства инвестиционной деятельности в сельском хозяйстве региона». 